# امجد خان (اسکواش‌باز)
امجد خان (اردو: امجد خان؛ زادهٔ ۲۵ فوریهٔ ۱۹۸۰) اسکواش‌باز اهل پاکستان است.